# Daniel Tompkins
Daniel D. Tompkins (ur. 21 czerwca 1774, zm. 11 czerwca 1825 w Tompkinsville) – amerykański polityk, prawnik, gubernator stanu Nowy Jork oraz wiceprezydent Stanów Zjednoczonych.
Studiował prawo w Columbia College w Nowym Jorku, od 1797 prowadził w Nowym Jorku praktykę adwokacką. W 1803 został wybrany do Kongresu, jednak zrezygnował z mandatu przed rozpoczęciem kadencji i przyjął stanowisko zastępcy sędziego Sądu Najwyższego stanu Nowy Jork. W latach 1807–1817 był gubernatorem stanu Nowy Jork; prezydent James Madison zaproponował mu stanowisko sekretarza stanu w swoim gabinecie, nie przyjął tej oferty. Został wybrany na wiceprezydenta USA przy osobie prezydenta Jamesa Monroe w 1816 i sprawował urząd przez dwie kadencje (4 marca 1817 – 3 marca 1825). Zmarł trzy miesiące po zakończeniu kadencji wiceprezydenckiej.
Był założycielem dzielnicy w zespole miejskim Nowego Jorku – Tompkinsville.